# یانگ باک
یانگ باک (انگلیسی: Young Buck؛ زادهٔ ۱۵ مارس ۱۹۸۱) یک موسیقی‌دان اهل ایالات متحده آمریکا است. وی از سال ۱۹۹۵ میلادی تاکنون مشغول فعالیت بوده‌است. او یکی‌از اعضای فعال گروه‌موسیقی‌هیپ‌هاپ جی‌یونت است.
او علاوه بر اینکه در جی یونیت فعالیت دارد، در کنار ان با اهنگساز شخصی خودش، دِم پِلِی توانست زیباترین اهنگ ها را به بازار عرضه کند و مورد توجه قرار گیرد.
از نکات جالب فعالیت هنری او میتوان همکاری با دِ گیم که زمانی عضو جی یونیت بود را نام برد.